# Sânpetru
Sânpetru is een Roemeense gemeente in het district Brașov.

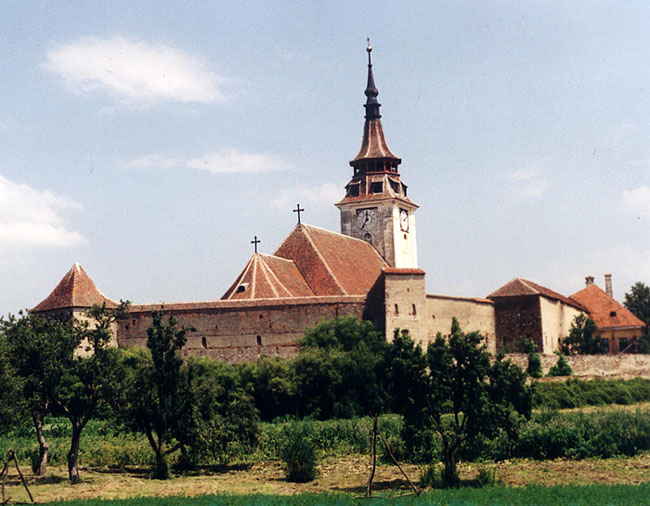
Sânpetru

Sânpetru telt 3759 inwoners.